# Giorgio Ambrosoli

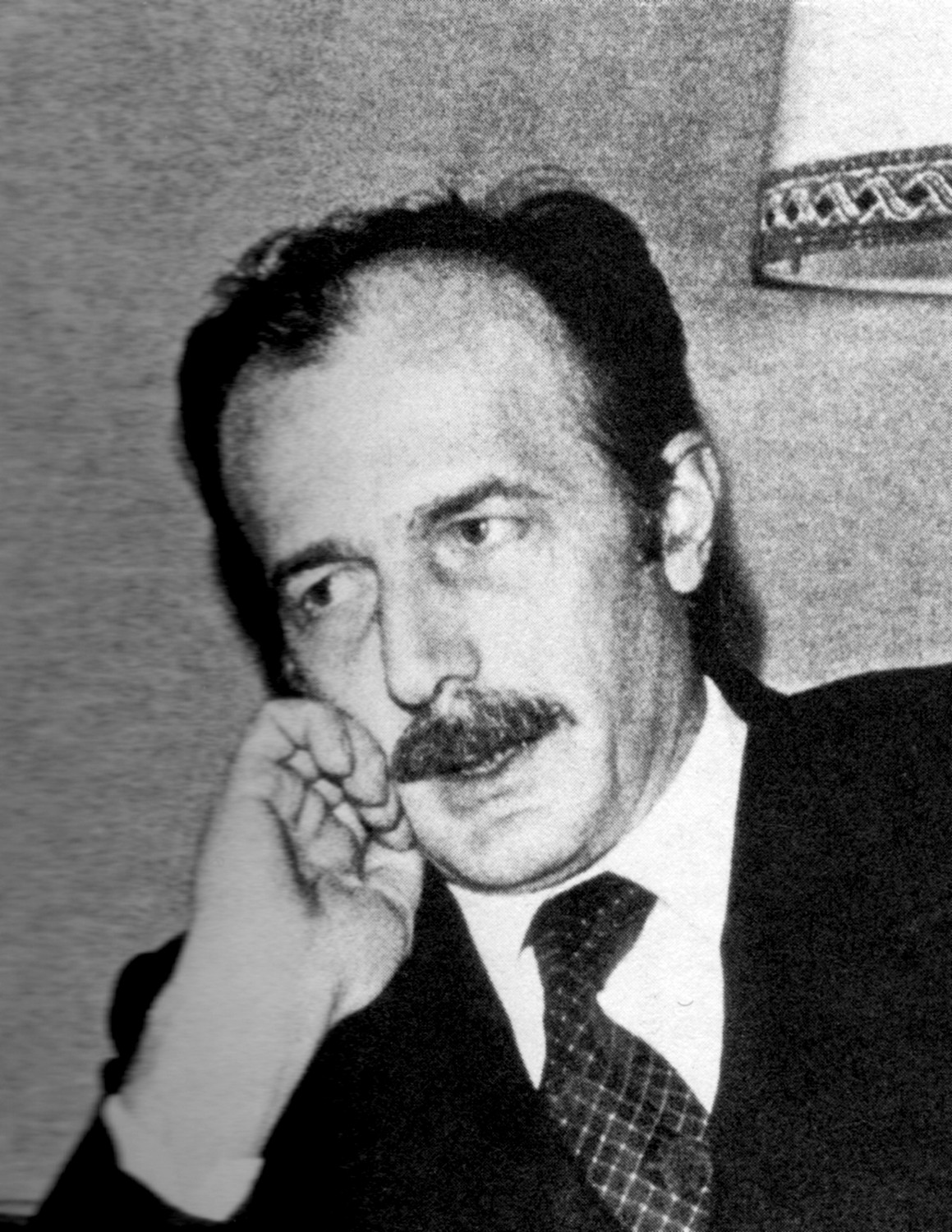
Giorgio Ambrosoli

Giorgio Ambrosoli (17 de outubro de 1933 - 11 de julho de 1979) foi um advogado italiano que foi morto enquanto investigava as práticas irregulares do banqueiro Michele Sindona.

## Vida
Designado pelo Tribunal de Justiça como síndico da falência do Banca Privata Italiana, um dos bancos italianos controlados pelo banqueiro siciliano Michele Sindona, que foi forçado a pedir falência, encontrou evidências de manipulações criminosas. Ele forneceu ao Departamento de Justiça dos EUA provas para condenar Sindona por seu papel no colapso do Franklin National Bank.
De acordo com Ambrosoli, Sindona pagou uma comissão de 5,6 milhões de dólares para "um bispo americano e um banqueiro milanês." As fontes oficiais italianas confirmaram que se tratavam de Paul Marcinkus, do Banco do Vaticano, e Roberto Calvi, presidente do Banco Ambrosiano.
Em 11 de julho de 1979, poucas horas depois de conversar com autoridades norte-americanas, ele foi morto a tiros por três assassinos profissionais da Máfia encomendado por Michele Sindona.
Sindona temia que Ambrosoli iria expor suas manipulações no caso Banca Privata Italiana. Pouco antes de ser morto; o assassino da Cosa Nostra Americana, William Arico, um ladrão de banco condenado, invocou o nome de Giulio Andreotti - um influente político democrata cristão próximo a Sindona - em um telefonema gravado por Ambrosoli. Arico morreu ao tentar escapar de uma prisão federal em Nova York em 1984.
Em 1986, Sindona foi condenado à prisão perpétua por ter ordenado o assassinato. Faleceu na prisão de aparente suicídio.